# Aetodactylus
Aetodactylus é um gênero de pterossauro do Cretáceo Superior, que foi encontrado no noroeste do Texas. Há uma única espécie descrita para o gênero Aetodactylus halli.